# Ansost
Ansost település Franciaországban, Hautes-Pyrénées megyében. Lakosainak száma 57 fő (2022. január 1.). Ansost Monfaucon, Barbachen, Gensac, Liac és Ségalas községekkel határos.

## Népesség
A település népességének változása:
| Lakosok száma | 58   | 56   | 57   | 57   | 57   | 57   | 57   | 57   |
|               | 2013 | 2015 | 2017 | 2018 | 2019 | 2020 | 2021 | 2022 |